# Lista de reis de Cuxe
A lista de reis de Cuxe esta relacionada nesta lista. Conta-se o nome dos reis (Qore) e rainhas (Kandake). Governantes do Reino de Cuxe, um antigo estado africano localizado a Núbia. O Império Chuchita chegou a abarcar toda a região da Núbia e por muitas vezes o Império Egipcio, que teve faraós de origem cuxita. 

## Período Napatano

### Primeiro Período
Reis de Cuxe e do Egito (XXV Dinastia) com sede em Napata, atual Sudão. 
| № | nome do Rei | imagem | Reinado          | Sepultura   | Rainha(s)                                                                                                  | Outros                   |
| - | ----------- | ------ | ---------------- | ----------- | --- | ------------------------ |
| 1 | Alara       |        | c. 795 a 752 a.C | El-Kurru 9  | Cassaga (Kurru 23)                                                                                         |                          |
| 2 | Cáchita     |        | c. 765–752 a.C.  | Kurru 8     | Pebatjma (Kurru 7)]                                                                                        | Também governou o Egito. |
| 3 | Piiê        |        | 744-714 a.C.     | El-Kurru 17 | Tabiry (El-Kurru 53) Abar (Nuri 53) Khensa (El-Kurru 4) Peksater (El-Kurru 54) Nefrukekashta (El-Kurru 52) | Também governou o Egito. |
| 4 | Xabataca    |        | 714-705 a.C.     | El-Kurru 15 | Qalhata (El-Kurru 5) Mesbat Tabekenamun                                                                    | Também governou o Egito. |
| 5 | Xabaca      |        | 705–690 a.C      | El-Kurru 18 | Arty (El-Kurru 6)                                                                                          | Também governou o Egito. |
| 6 | Taraca      |        | 690–664 a.C.     | Nuri 1      | Takahatenamun (Nuri 21) Atakhebasken (Nuri 36) Naparaye (El-Kurru 3) Tabekenamun                           | Também governou o Egito. |
| 7 | Tanutamon   |        | 664–653 a.C.     | El-Kurru 16 | Piankharty [..]salka Malaqaye (Nuri 59)                                                                    | Também governou o Egito. |

### Segundo Período
Reis de Cuxe após a independência do Egito. 
| №  | nome do Rei    | imagem | Reinado      | Sepultura | Rainha(s)                                                                                 | Outros |
| -- | -------------- | ------ | ------------ | --------- | ----------------------------------------------------------------------------------------- | ------ |
| 8  | Atlanersa      |        | 653–640 a.C  | Nuri 20   | Khaliset Malotaral (Nuri 41) Yeturow (Nuri 53) Peltasen Taba[..]                          |        |
| 9  | Sencamanisquem |        | 640–620 a.C. | Nuri 3    | Nasalsa (Nuri 24) Amanimalel (Nuri 22)                                                    |        |
| 10 | Anlamani       |        | 620–600 a.C. | Nuri 6    | Mediken (Nuri 27)                                                                         |        |
| 11 | Aspelta        |        | 600–580 a.C  | Nuri 8    | Mediken (Nuri 27) Henuttakhebit (Nuri 28) Asata (Nuri 42) Artaha (Nuri 58)                |        |
| 12 | Aramatelqo     |        | 568–555 a.C. | Nuri 9    | Atmataka (Nuri 55) Piankh-her Maletasen (Nuri 39) Amanitakaye (Nuri 26) Akhe(qa)(Nuri 38) |        |
| 13 | Malonaqen      |        | 555–542 a.C  | Nuri 5    | Tagtal (nuri 45)                                                                          |        |

## Período Meroítico

### Primeiro Período
Os Reis governaram Napata e Meroe. A sede do governo e o palácio real estão em Meroé. O templo principal de Amon está localizado em Napata, mas o templo de Meroé está em construção. Reis e muitas rainhas estão enterrados em Nuri, algumas rainhas estão enterradas em Meroé, no Cemitério Oeste.
| №  | nome do Rei      | imagem                                                     | Reinado                          | Sepultura | Rainha(s)              | Outros |
| -- | ---------------- | ---------------------------------------------------------- | -------------------------------- | --------- | ---------------------- | ------ |
| 14 | Analmaaye        |                                                            | 542–538 a.C                      | Nuri 18   |                        |        |
| 15 | Amaninatakilebte |                                                            | 538–519 a.C.                     | Nuri 10   |                        |        |
| 16 | Karkamani        | Karkamani's pyramid, Nuri, Sudan                           | 519–510 a.C                      | Nuri 7    |                        |        |
| 17 | Amaniastabarqa   |                                                            | 510–487 a.C                      | Nuri 2    |                        |        |
| 18 | Siaspiqa         |                                                            | 487–468 a.C.                     | Nuri 4    | Piankhqew-qa (Nuri 28) |        |
| 19 | Nasakhma         |                                                            | 468–463 a.C.                     | Nuri 8    | Saka'aye (Nuri 31)     |        |
| 20 | Malewiebamani    |                                                            | 463–435 a.C.                     | Nuri 11   |                        |        |
| 21 | Talakhamani      |                                                            | 435–431 a.C                      | Nuri 16   |                        |        |
| 22 | Amanineteyerike  |                                                            | 431–405 a.C.                     | Nuri 12   | Atasamale              |        |
| 23 | Baskakeren       |                                                            | 405–404 a.C.                     | Nuri 17   |                        |        |
| 24 | Harsiotef        | Stela of Harsiotef, Harsiotef making offerings to the Gods | 404–369 a.C                      | Nuri 13   | Batahaliye Pelkha      |        |
| 25 | Desconhecido     |                                                            | 369–350 a.C.                     | Kurru 1   |                        |        |
| 26 | Akhraten         |                                                            | 350–335 a.C                      | Nuri 14   |                        |        |
| // | Amanibakhi       |                                                            | segunda metade do século IV a.C. | ??        |                        |        |
| 27 | Nastasen         |                                                            | 335–315 a.C                      | Nuri 15   | Sakhmakh (Nuri 56)     |        |

### Segundo Período
A sede do governo e o palácio real estão em Meroe. Reis e muitas rainhas estão enterrados em Meroe, no Cemitério Sul. A única importância de Napata é o Templo de Amun 
| №  | nome do Rei       | imagem | Reinado                            | Sepultura              | Rainha(s)    | Outros |
| -- | ----------------- | ------ | ---------------------------------- | ---------------------- | ------------ | ------ |
| 28 | Aktisanes         |        | início do século III a.C.          | Jebel Barcal (Bar.) 11 | Alakhebasken |        |
| 29 | Aryamani          |        | primeira metade do século III a.C. | Bar. 14                |              |        |
| 30 | Kash(...)         |        | primeira metade do século III a.C. | Bar. 15                |              |        |
| 31 | Piankhi-Yerike-Qo |        | primeira metade do século III a.C. |                        |              |        |
| 32 | Sabrakamani       |        | primeira metade do século III a.C. | Bar. 7                 |              |        |

### Terceiro Período
A sede do governo e o palácio real continuam em Meroé. Os reis são enterrados em Meroé, no Cemitério do Norte, e as rainhas, no Cemitério do Oeste. Meroé floresce e muitos projetos de construção são realizados. 
| №  | nome do Rei                | imagem | Reinado        | Sepultura                  | Rainha(s) | Outros                                                |
| -- | -------------------------- | ------ | -------------- | -------------------------- | --------- | ----------------------------------------------------- |
| 33 | Arcamani I (Ergamenês)     |        | 270-260 a.C    | Begarawiyah Sul (Beg.S.) 6 |           |                                                       |
| 34 | Amanislo                   |        | 260-250 a.C    | Beg. S 5                   |           |                                                       |
| 35 | Amanteca                   |        | Século III a.C | Beg. S 4                   |           |                                                       |
| 36 | Shepshep-Ankh-en Amun      |        | Século III a.C |                            |           |                                                       |
| 37 | Arnekhamani                |        | Século III a.C | Beg. 53                    |           |                                                       |
| 38 | Arcamani II (Ergamenês II) |        | Século III a.C | Beg. 7                     |           |                                                       |
| 39 | Adacalamani                |        | Século III a.C | Beg. 9                     |           |                                                       |
| 40 | [...]mr[...]t              |        | Século II a.C  | Beg. 8                     |           |                                                       |
| 41 | Desconhecido               |        | Século II a.C  |                            |           |                                                       |
| 42 | Shanakdakhete              |        | Século II a.C  | Beg. 11                    |           | rainha                                                |
| 43 | Tanyidamani                |        | Século I a.C   | Beg. 12                    |           |                                                       |
| 44 | Naqyrinsan                 |        | Século I a.C   | Beg. 13                    |           |                                                       |
| 45 | Desconhecido               |        | Século I a.C   | Beg. 20                    |           |                                                       |
| 46 | Desconhecido               |        | Século I a.C   | Bar. 1                     |           |                                                       |
| 47 | Acrakamani                 |        | Século I a.C   |                            |           |                                                       |
| 48 | Teriteqas                  |        | Século I a.C   | Bar. 2                     |           |                                                       |
| 49 | Amanirenas                 |        | Século I a.C   | Bar. 4                     |           | rainha                                                |
| 50 | Amani-Xaquéto              |        | Século I a.C   | Beg. 6                     |           | rainha                                                |
| 51 | Nawidemak                  |        | Século I d.C   | Bar. 6                     |           | rainha                                                |
| 52 | Amanikhabale               |        | Século I d.C   | Beg. 2                     |           |                                                       |
| 53 | Natacamani                 |        | Século I d.C   | Beg. 22                    | Amanitore | a rainha Amanitore foi co-regente                     |
| 54 | Amanitore                  |        | Século I d.C   | Beg. 1                     |           | Arikhankharer e Arikakahtani eram príncipes herdeiros |

### Quarto Período
Crepúsculo da Cultura Meroítica. Os reis eram enterrados em Meroé, no Cemitério do Norte, e as rainhas, no Cemitério do Oeste. Em 350 d.C., Meroé é destruída pelo Império de Axum. 
Lista e datas extraídas de The Cambridge History of Africa, de J.D. Fage e R.A. Oliver e de  The Kingdom of Kush: the Napatan and Meroitic Empires, de Derek A. Welsby. A ordem em que os reis e rainhas governaram e as datas não são consistentes entre os autores. Datas aproximadas foram fornecidas.
| №  | nome do Rei    | imagem | Reinado        | Sepultura | Rainha(s) | Outros |
| -- | -------------- | ------ | -------------- | --------- | --------- | ------ |
| 55 | Shorkaror      |        | Século I d.C   | Bar. 10   |           |        |
| 56 | Pisakar        |        | Século I d.C   | Bar. 15   |           |        |
| 57 | Amanitaraqide  |        | Século I d.C   | Bar. 16   |           |        |
| 58 | Amanitenmemide |        | Século I d.C   | Bar. 17   |           |        |
| 59 | Amanikhatashan |        | Século I d.C   | Bar. 18   |           | rainha |
| 60 | Teritnide      |        | Século I d.C   | Bar. 40   |           |        |
| 61 | Temelerdeamani |        | Século II d.C  | Bar. 34   |           |        |
| 62 | Adeqatali      |        | Século II d.C  | Bar. 41   |           |        |
| 63 | Takideamani    |        | Século II d.C  | Bar. 29   |           |        |
| 64 | Terekeniwal    |        | Século II d.C  | Bar. 19   |           |        |
| 65 | Amanikhalikha  |        | Século II d.C  | Bar. 32   |           |        |
| 66 | Aritenyesbokhe |        | Século II d.C  | Bar. 30   |           |        |
| 67 | Amanikhareqem  |        | Século II d.C  | Bar. 37   |           |        |
| 68 | Teritedakhatey |        | Século III d.C | Bar. 38   |           |        |
| 69 | Aryesbokhe     |        | Século III d.C | Bar. 36   |           |        |
| 70 | Teqorideamani  |        | Século III d.C | Bar. 28   |           |        |
| 71 | Maleqorobar    |        | Século III d.C | Bar. 27   |           | rainha |
| 72 | Yebokheamani   |        | Século III d.C | Bar. 24   |           |        |
| 73 | Lakhideamani   |        | Século IV d.C  | Bar. 26   |           | rainha |

Sequencia posterior desconhecida

## Referência
1. ↑  «The Rise of the Kushite Kingdom of Napata». yare.org. Consultado em 13 de maio de 2021
2. 1 2  Dunham, Dows (julho de 1946). «Notes on the History of Kush 850 B. C.-A. D. 350». American Journal of Archaeology (3). 378 páginas. ISSN 0002-9114. doi:10.2307/499459. Consultado em 13 de maio de 2021
3. 1 2 3  Dows Dunham, Notes on the History of Kush 850 B. C.-A. D. 350, American Journal of Archaeology, Vol. 50, No. 3 (July - September, 1946), pp. 378-388